# Henry Urrutia
Henry Alexander Urrutia Rodriguez (né le 13 février 1987 à Las Tunas, Cuba) est un joueur de champ extérieur et frappeur désigné des Ligues majeures de baseball.

## Carrière
Henry Urrutia joue en Serie Nacional de Béisbol à Cuba pour les Lenadores de Las Tunas de la saison 2005-2006 à la saison 2009-2010, où il évolue à la position de voltigeur. Il est en 2010 suspendu de l'équipe nationale cubaine pour avoir tenté, sans succès, de faire défection. Il réussit à quitter le pays en septembre 2011 et se réfugie d'abord en République dominicaine, puis à Haïti.
Repéré par les Orioles de Baltimore de la Ligue majeure de baseball alors qu'il se trouve en République dominicaine, Urrutia est mis sous contrat par le club en juillet 2012. Il n'a à ce moment pas joué un match de baseball depuis 2010.
Après avoir amorcé sa carrière chez les Orioles avec leurs clubs affiliés en ligues mineures au début 2013, l'athlète de 6′ 5″ (1,96 m) fait ses débuts dans le baseball majeur avec Baltimore le 20 juillet 2013 comme frappeur désigné. Il réussit son premier coup sûr à son premier match, aux dépens du lanceur Joe Ortiz des Rangers du Texas.